# Stretto di Kerč'
Lo stretto di Kerč' (in russo  Керченский пролив?, Kerčenskij proliv; in ucraino Керченська протока?, Kerčens'ka protoka; in tataro di Crimea Keriç boğazı) connette il Mar Nero col Mar d'Azov, separando la penisola di Kerč' a ovest dalla penisola di Taman' a est. Lungo lo stretto passa il confine convenzionale tra Europa e Asia.

## Geografia
Lo stretto varia da 4,5 a 15 km in ampiezza, con una profondità fino a 18 m. Il porto più importante si trova nella città di Kerč'.

## Storia

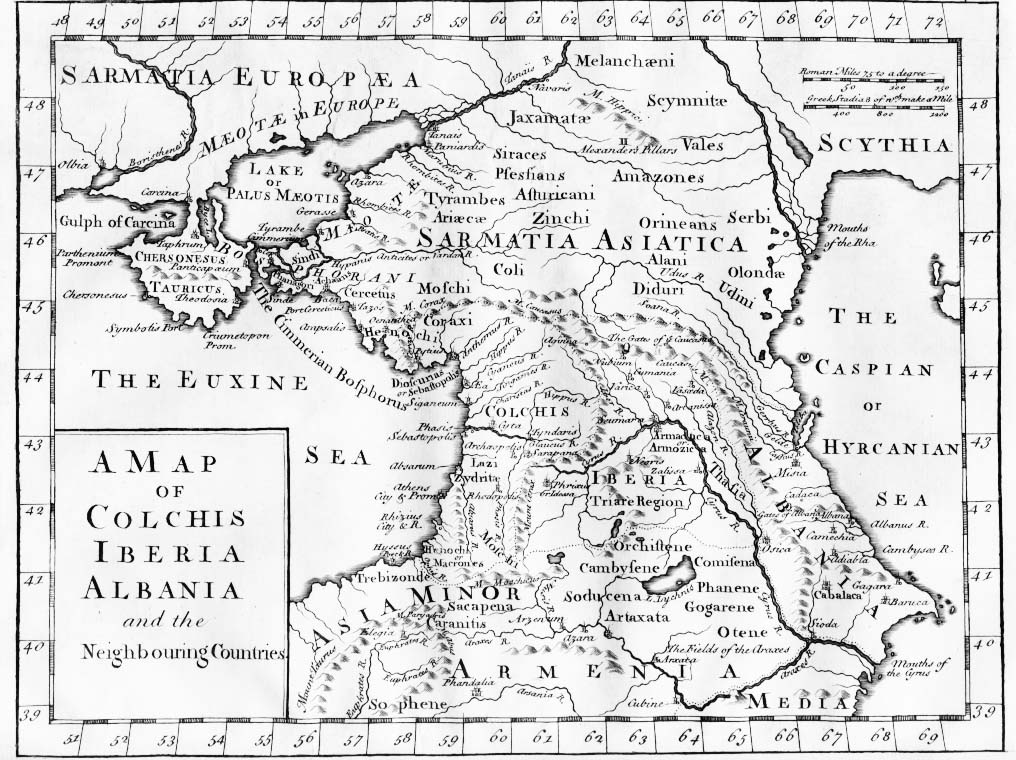
Il Bosforo Cimmerio rappresentato su un'antica stampa prodotta a Londra, 1770 circa

Era chiamato dagli antichi greci Bosforo Cimmèrio e vi fu costituito anche un regno ellenistico (detto appunto Regno del Bosforo Cimmerio) che fu cliente di Roma.

## Trasporti
Dopo la guerra, i trasporti attraverso lo stretto venivano garantiti, dal 1952, da un traghetto che collega la Crimea e il kraj di Krasnodar (Porto Krym - Porto Kavkaz). In origine vi erano quattro navi traghetto del treno; successivamente sono stati aggiunti tre navi auto-traghetto.

### Ponte sullo stretto
Dal 1944, diversi progetti di ponti sono stati predisposti per attraversare lo stretto, sempre ostacolati dalla difficoltà di configurazione geologica e geografica della zona. I lavori preliminari per la costruzione del ponte sono stati avviati nel 2003 con la realizzazione di 3,8 chilometri lungo la diga, provocando il conflitto del 2003 per l'Isola di Tuzla.
La progettazione del ponte è iniziata nel 2014, subito dopo l'annessione della Crimea alla Russia. Nel gennaio 2015 il contratto multimiliardario per la costruzione del ponte è stato appaltato al Gruppo SGM di Arkadij Rotenberg, e i lavori sono iniziati nel maggio successivo. Il ponte stradale è stato inaugurato il 16 maggio 2018, mentre il collegamento ferroviario è stato ultimato il 18 dicembre 2019 e inaugurato dal presidente Vladimir Putin, il 23 dicembre 2019.